# Natrobistantite
La natrobistantite è una specie di minerale non ritenuta valida dall'IMA dal 2010 in seguito alla revisione della nomenclatura del supergruppo del pirocloro.